# Estrada nacional (Portugal)

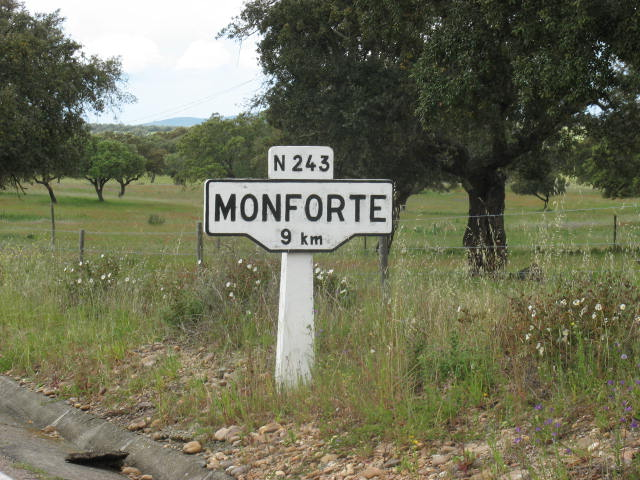
Sinal de confirmação num troço da Estrada Nacional n.º 243, indicando a distância até Monforte.

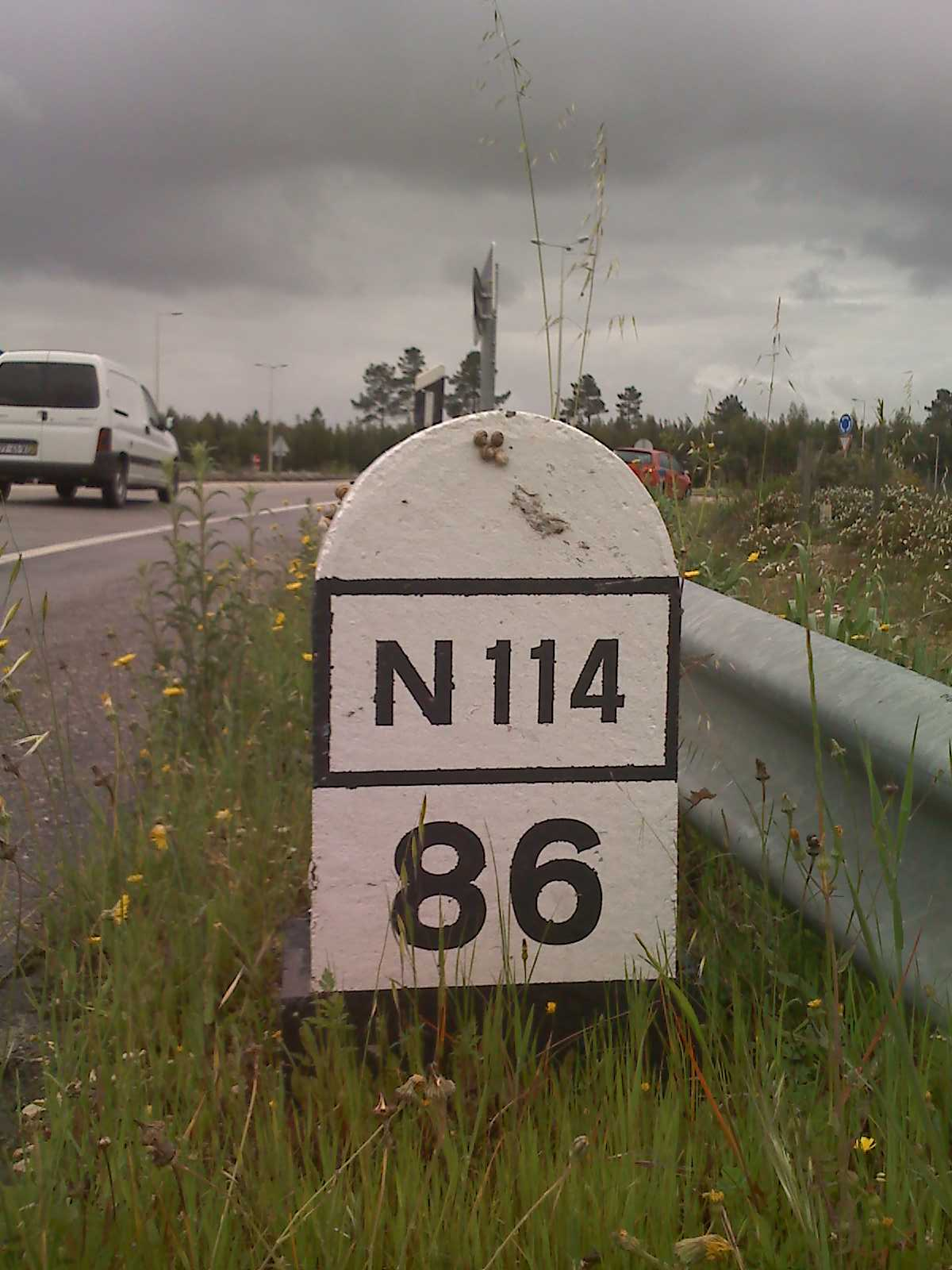
Marco quilométrico da Estrada Nacional n.º 114, na chegada a Almeirim.

Em Portugal, uma estrada nacional (Lista de estradas nacionais de Portugal),constitui atualmente um dos dois tipos de vias que constituem a Rede Complementar da Rede Rodoviária Nacional (sendo o outro tipo via o 
Itinerário Principal,Itinerário Complementar,Autoestradas de Portugal,Estradas Regionais)
. Algumas das estradas desclassificadas continuam também a manter a designação "estrada nacional", apesar de já não fazerem parte da Rede Rodoviária Nacional. Até ao estabelecimento do Plano Rodoviário Nacional de 1985, todas as estradas da Rede Nacional eram designadas "estradas nacionais".
Na sinalização de trânsito, as estradas nacionais são normalmente indicadas pelo prefixo N ou mais raramente pelo prefixo EN seguido do número da estrada.

## História
A denominação "estrada nacional" começou a ser utilizada após a implantação da República, como substituição da antiga designação de "estrada real".
De acordo com o plano que havia sido estabelecido em 1889, a rede viária portuguesa incluía então as estradas reais (de âmbito nacional), as estradas distritais (de âmbito regional) e as estradas municipais (de âmbito local). Em 1910, a antiga designação de "estrada real" foi substituída pela de "estrada nacional".
Em 1913 foi estabelecido um novo plano de estradas. Por este plano a rede viária nacional passou incluir apenas estradas nacionais e estradas municipais. Além disso foram também incluídos na rede, os caminhos públicos, vias rurais de interesse local.
Com a criação da Junta Autónoma de Estradas em 1927 foi proposta uma divisão das estradas nacionais em duas classes. Aquela proposta foi implementada no plano estabelecido em 1933. Por este plano passaram a existir estradas nacionais de 1ª e de 2ª classe. As estradas de 1ª classe, constituiriam a malha principal da rede, ligando Lisboa, as capitais de distrito entre si e outros locais de importância nacional. As estradas de 2ª classe (correspondendo, grosso modo às antigas estradas distritais do plano de 1889) ligariam, essencialmente as capitais de distrito às suas sedes de concelho e a outros locais de importância distrital. Além disso continuaram a existir as estradas municipais (ligando as sedes às outras povoações dos concelhos) e os caminhos vicinais (correspondendo aos anteriores caminhos públicos)
As atuais estradas nacionais correspondem às criadas pelo Plano Rodoviário Nacional de 1945. Por aquele plano as estradas nacionais foram classificadas em três classes: as de 1ª classe seriam numeradas de 1 a 125, as de 2ª classe de 201 a 270 e as de 3ª classe, de 301 a 398. O conjunto das estradas de 1ª e 2ª classe formava a Rede Fundamental. Dentro das estradas de 1ª classe, os números de 1 a 18 estavam reservados aos itinerários principais, correspondendo às estradas que ligavam as capitais de distrito entre si e a todas as estradas com origem em Lisboa e Porto. Os ramos e variantes a uma estrada principal seriam identificados pelo número dessa estrada seguido por um número de ordem (ex.: EN 15-1).

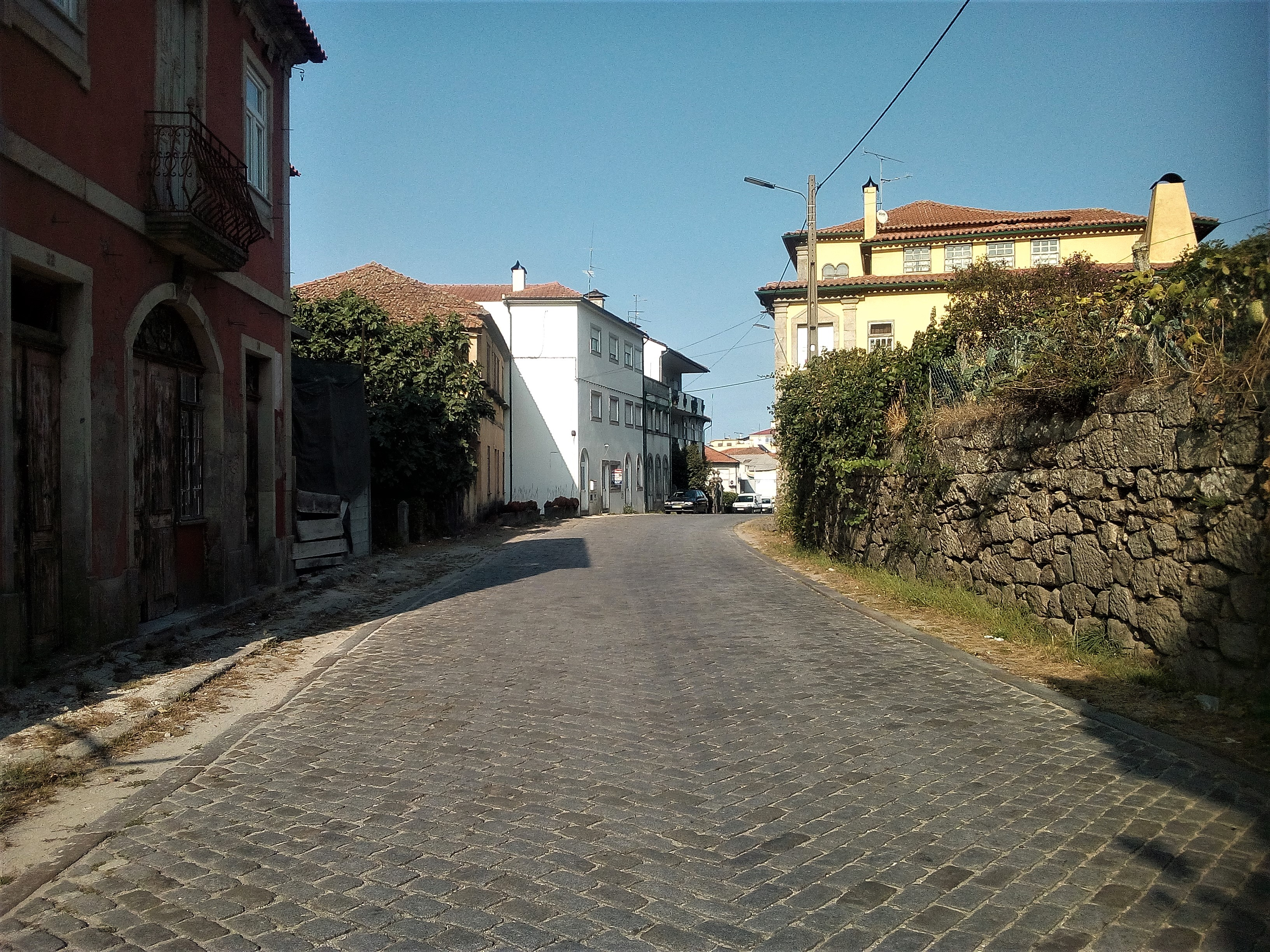
Troço da antiga Estrada Nacional n.º 16 em Oliveira de Frades com o pavimento em paralelepípedos de granito tradicional das estradas nacionais portuguesas

Além disso o PRN de 1945 mantinha as estradas municipais e voltava a designar por "caminhos Públicos, os anteriores caminhos vicinais (estes, mais tarde, passariam a designar-se "caminhos municipais"). Para estas vias foram também atribuídas numerações. Os números de 501 a 999 seriam atribuídos às estradas municipais e os de 1001 em diante aos caminhos públicos. A numeração das estradas e caminhos municipais era de âmbito distrital, daí que existirem diversas estradas com o mesmo número a nível nacional, pois cada distrito inicia a sequência 501-999 e 1001 em diante.
O Plano Rodoviário Nacional de 1985 veio reformular quase completamente o sistema de estradas. Por aquele plano a Rede Rodoviária passaria a ter duas componentes: a Rede Fundamental, constituída por itinerários principais (IP) e a Rede Complementar, constituída por itinerários complementares (IC) e por outras estradas. Este plano não se referia especificamente às estradas nacionais, entendendo-se que estas seriam as "outras estradas". Na sequência da implementação deste plano as antigas estradas nacionais, que não foram transformadas em IP ou IC ou que não foram transferidas para as redes municipais, mantiveram na prática a mesma designação e numeração.
Em 2000, foi publicado um novo Plano Rodoviário Nacional, que consistia basicamente numa reforma do de 1985. Como principal diferença, em relação à Rede Rodoviária Nacional, foi a identificação concreta das estradas nacionais como parte da Rede Complementar. Este plano também trouxe a novidade da criação de um novo tipo de estrada, as estradas regionais, criadas a partir da reclassificação de parte das antigas estradas nacionais. Cada troço de estrada regional manteve a mesma numeração da estrada nacional que lhe deu origem.

## Lista das Estradas Nacionais
Lista de estradas nacionais de Portugal